# Артурс Закрешевскіс
Артурс Закрешевскіс (латис. Artūrs Zakreševskis, нар. 7 серпня 1971, Рига) — латвійський футболіст, що грав на позиції захисника.
Виступав, зокрема, за клуб «Сконто», а також національну збірну Латвії.
Чотириразовий чемпіон Латвії. Триразовий володар Кубка Лівонії.

## Клубна кар'єра
У дорослому футболі дебютував 1993 року виступами за команду «Відус», в якій провів один сезон, взявши участь у 18 матчах чемпіонату. 
Згодом з 1995 по 2000 рік грав у складі команд «Єлгава», ЛУ/«Даугава» та «Металургс» (Лієпая).
Своєю грою за останню команду привернув увагу представників тренерського штабу клубу «Сконто», до складу якого приєднався 2001 року. Відіграв за ризький клуб наступні п'ять сезонів своєї ігрової кар'єри. Більшість часу, проведеного у складі «Сконто», був основним гравцем захисту команди. За цей час тричі виборював титул чемпіона Латвії.
Протягом 2007 року захищав кольори клубу «Рига».
Завершив ігрову кар'єру у команді «Юрмала-VV», за яку виступав протягом 2008 року.

## Виступи за збірну
У 1995 році дебютував в офіційних матчах у складі національної збірної Латвії.
У складі збірної був учасником чемпіонату Європи 2004 року у Португалії.
Загалом протягом кар'єри в національній команді, яка тривала 13 років, провів у її формі 55 матчів, забивши 1 гол.

## Титули і досягнення
- Чемпіон Латвії (4):

«Сконто»: 2001, 2002, 2003, 2004
- Володар Кубка Латвії (2):

«Сконто»: 2001, 2002
- Володар Кубка Лівонії (3):

«Сконто»: 2003, 2004, 2005